# Deborah Snyder
Deborah Snyder, nacida  Deborah Johnson (Nueva York, 13 de marzo de 1963) es una productora estadounidense de largometrajes y anuncios de televisión. Está casada con el cineasta Zack Snyder, y ha trabajado como su frecuente socia productora en películas como Los Vigilantes y 300.  Es cofundadora de la productora The Stone Quarry.

## Vida personal
Deborah Snyder está casada con el cineasta Zack Snyder. La pareja se conoció en 1996 y se casó el 25 de septiembre de 2004 en la Iglesia Episcopal de San Bartolomé en Manhattan, Nueva York. Actualmente residen en Pasadena, California. Han adoptado juntos a dos niños, y Snyder es madrastra de seis hijos de sus relaciones anteriores.
Se graduó en el Ithaca College en 1991.

## Carrera
Con anterioridad a su carrera como productora de películas, Snyder trabajó en New York en la agencia publicitaria Spielvogel Bates. En 1996 fue contratada por Zack Snyder para dirigir un anuncio para Reebok, esperando crear un anuncio que sea una sensación cinematográfica.  Al tiempo, ella tenía una relación con el director de arte publicitario del anuncio, mientras Zack Snyder estaba casado. En 1997, Snyder fue productora del documental televisivo Talk to Me: Americans in Conversation. En 2002,  contrata a Zack Snyder para dirigir un anuncio para el desodorante Soft and Dri en Nueva Zelanda.  La pareja empezó a tener citas al final del rodaje. En 2004, la pareja se convirtió en cofundadores de Cruel and Unusual Films junto a su socio de producir Wesley Coller.
En 2007, Snyder fue productora ejecutiva para Zack Snyder en la película 300, una adaptación de la novela gráfica de Frank Miller's titulado de la misma manera. En 2009 también produjo la adaptación de la película de la novela gráfica Watchmen. Snyder actualmente ha es productora ejecutiva de la película animada por computadora del 2010, Guardianes: Los Búhos de Ga'Hoole, el cual está basado en Guardianes de Ga'Hoole, una serie de libros de fantasía para niños creador por Kathryn Lasky.  La película fue estrenada en septiembre de 2010. La siguiente obra de Snyder fue Sucker Punch, donde fue coescritora y coproductora; la película fue dirigida por su marido. La película fue la primera en ser acreditada a su compañía, Cruel and Unusual Films, como coproductores. Sucker Punch fue estrenada teatralmente el 25 de marzo de 2011.
Snyder produjo, junto a Christopher Nolan y Emma Thomas, la película El hombre de acero, el cual Zack Snyder fue quien la dirigió. También produjo un remake de la película de 1969  The Illustrated Man con Zack Snyder como director; también produjo The Last Photograph, una película sobre una fotografía que inspira dos hombres a viajar a la desgarradora guerra de Afganistán.  La película será dirigida por Sergei Bodrov.

## Filmografía
| Año  | Película                               | Función                  | Director              |
| ---- | -------------------------------------- | ------------------------ | --------------------- |
| 2006 | 300                                    | Productora ejecutiva     | Zack Snyder           |
| 2009 | Watchmen                               | Productora               | Zack Snyder           |
| 2010 | Ga'Hoole: la leyenda de los guardianes | Productora ejecutiva     | Zack Snyder           |
| 2011 | Sucker Punch                           | Productora               | Zack Snyder           |
| 2013 | El hombre de acero                     | Productora               | Zack Snyder           |
| 2014 | 300: Rise of an Empire                 | Productora               | Noam Murro            |
| 2016 | Batman v Superman: Dawn of Justice     | Productora               | Zack Snyder           |
| 2016 | Suicide Squad                          | Productora ejecutiva     | David Ayer            |
| 2017 | Wonder Woman                           | Productora               | Patty Jenkins         |
| 2017 | Snow Steam Iron                        | Productora, Cortometraje | Zack Snyder           |
| 2017 | Liga de la Justicia                    | Productora               | Zack Snyder           |
| 2018 | Aquaman                                | Productora ejecutiva     | James Wan             |
| 2020 | Wonder Woman 1984                      | Productora               | Patty Jenkins         |
| 2021 | Zack Snyder's Justice League           | Productora               | Zack Snyder           |
| 2021 | Army of the Dead                       | Productora               | Zack Snyder           |
| 2021 | The Suicide Squad                      | Productora ejecutiva     | James Gunn            |
| 2021 | Army of Thieves                        | Productora               | Matthias Schweighöfer |
| 2023 | The Flash                              | Productora ejecutiva     | Andy Muschietti       |
| 2023 | Aquaman y el Reino Perdido             | Productora ejecutiva     | James Wan             |
| 2023 | Rebel Moon                             | Productora               | Zack Snyder           |